# Revolución filipina
La Revolución filipina fue un conflicto armado entre el gobierno metropolitano español y los insurrectos filipinos del Katipunan, fundado por Andrés Bonifacio, que, si bien terminó con el dominio español sobre el archipiélago, sirvió como inicio de la guerra filipino-estadounidense.
La Revolución Filipina comenzó el 24 de agosto de 1896, cuando las autoridades españolas descubrieron el Katipunan, una organización secreta anticolonial. El Katipunan, dirigido por Andrés Bonifacio, comenzó a influir en gran parte de Filipinas, aprovechando los fracasos españoles contra los nacionalistas cubanos en 1895 y declarando a España un imperio debilitado. Durante una reunión de masas en Caloocan, los líderes del Katipunan se organizaron en un gobierno revolucionario, llamaron al recién establecido gobierno "Haring Bayang Katagalugan", y declararon abiertamente una revolución armada en todo el país. Bonifacio convocó un ataque contra la capital, Manila. Este ataque fracasó; sin embargo, las provincias circundantes comenzaron a rebelarse. En particular, los rebeldes de Cavite liderados por Mariano Álvarez y Baldomero Aguinaldo (que eran líderes de dos facciones diferentes del Katipunan) obtuvieron importantes victorias tempranas. Una lucha por el poder entre los revolucionarios condujo a un esquismo entre los líderes del Katipunan seguido de ejecución de Bonifacio en 1897, habiendo pasado el mando a Emilio Aguinaldo, que dirigía la recién formada gobierno revolucionario. Ese año, los revolucionarios y los españoles firmaron el Pacto de Biak-na-Bato, que redujo temporalmente las hostilidades. Los oficiales revolucionarios filipinos se exiliaron a Hong Kong. Sin embargo, las hostilidades nunca cesaron del todo.
El 21 de abril de 1898, tras el hundimiento del USS Maine en el puerto de La Habana y antes de su declaración de guerra el 25 de abril, Estados Unidos lanzó un bloqueo naval a la isla española de Cuba, frente a su costa sur de la península de Florida. Esta fue la primera acción militar de la Guerra hispano-estadounidense de 1898. El 1 de mayo, el Escuadrón Asiático de la Armada estadounidense, al mando del comodoro George Dewey, derrotó decisivamente a la Armada española en la Batalla de la Bahía de Manila, haciéndose con el control efectivo de los alrededores de Manila. El 19 de mayo, Aguinaldo, aliado no oficial de Estados Unidos, regresó a Filipinas y reanudó los ataques contra los españoles. En junio, los rebeldes se habían hecho con el control de casi todo el campo filipino, mientras que las ciudades seguían bajo control español. El 12 de junio, Aguinaldo hizo pública la Declaración de Independencia de Filipinas. Aunque esto significó la fecha final de la revolución, ni España ni Estados Unidos reconocieron la independencia de Filipinas.
El dominio español de Filipinas terminó oficialmente con el Tratado de París de 1898, que también puso fin a la guerra hispano-estadounidense. En el tratado, España cedía el control de Filipinas y otros territorios a Estados Unidos. Había una paz incómoda en torno a Manila, con las fuerzas estadounidenses controlando la ciudad y las fuerzas filipinas, más débiles, rodeándolas.
El 4 de febrero de 1899, en la Batalla de Manila, estalló la lucha entre las fuerzas filipinas y estadounidenses, comenzando la Guerra filipino-estadounidense. Aguinaldo ordenó inmediatamente "que se rompieran la paz y las relaciones amistosas con los norteamericanos y que éstos fueran tratados como enemigos". En junio de 1899, la naciente Primera República Filipina declaró formalmente la guerra a Estados Unidos, en la que se impusieron los estadounidenses.
Como resultado de la guerra, Filipinas pasó a ser un Estado Libre Asociado a Estados Unidos y no se convertiría en un Estado independiente reconocido internacionalmente hasta 1946.

## Antecedentes
En el siglo xix, y en plena crisis colonial española, la metrópoli miró hacia el Pacífico como la fórmula para aliviar sus males en los dominios americanos. Esta situación se produjo fundamentalmente al concluir la guerra de los Diez Años en Cuba (1868-1878), cuando muchas inversiones se reorientaron hacia Filipinas, porque se creyó que un lugar tan lejano no podría interesar a la nueva potencia emergente en el panorama mundial, Estados Unidos.
Haciéndose eco de estas inquietudes el ministro de Marina, Santiago Durán, manifestó que la recolonización de Filipinas era indispensable para España. En esos momentos, cuando la península estaba «a punto de ver desaparecer su preponderancia en las Antillas», aparecían nuevas oportunidades en Extremo Oriente.[cita requerida] Según Durán, se abrían «las puertas de un imperio marítimo, fuente de inagotable prosperidad y de riqueza».[cita requerida] Para la promoción del mercado filipino se organizó una exposición en Madrid en 1887, y un año después, en el seno de la Exposición Universal de Barcelona, Filipinas tuvo su propio pabellón.
Por otra parte, se había producido un hecho que acortaba enormemente las distancias. En 1869 se inauguró el canal de Suez. A partir de entonces, la travesía entre España y Filipinas duraba de veinte a treinta días, dependiendo de las condiciones meteorológicas. El suceso también tuvo una notable trascendencias para Barcelona, porque se convirtió en el puerto español que recibía todo el tráfico marítimo procedente del Pacífico.

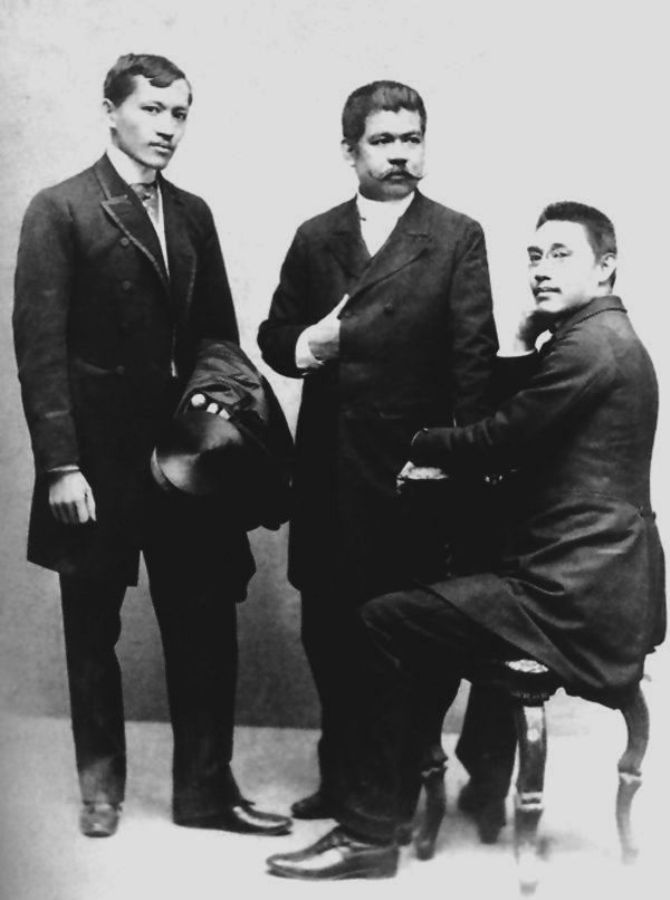
Los tres ilustrados filipinos más célebres en el, de izquierda a derecha: José Rizal, Marcelo del Pilar, y Mariano Ponce.

Estas esperanzas fijadas por los hombres de negocios españoles en el archipiélago del Pacífico tenían su fundamento. La economía filipina era dinámica y su nivel de vida solo resultaba equiparable, en aquella zona, al de Japón, de manera que los productos manufacturados en la metrópoli eran consumidos por los habitantes de la colonia (cosa que no ocurría en Cuba). Pero también había factores que no se tuvieron en cuenta. Por ejemplo, que los chinos controlaban el comercio y los negocios y que existía una poderosa oligarquía local. Una muestra de ellos fue el Banco Español Filipino, fundado en 1851 y primera entidad financiera moderna del continente asiático. Sin embargo, el control de la firma estaba en manos chinas y filipinas, de tal forma que nunca hicieron demasiado caso de las necesidades de las autoridades coloniales.
Los siglos de dominación española no fueron siempre tiempos de paz. Hasta 1896, las tropas españolas, que también nutrían sus filas con regimientos isleños, resolvieron los levantamientos contra la ocupación sin excesivos problemas. Pero el germen de la revuelta estaba sembrado. Las manifestaciones de descontento se canalizaron a través de la aparición de determinadas asociaciones en la última década del siglo xix.
Unas tuvieron un carácter vagamente autonomista y hallaron simpatías entre los demócratas y los masones españoles, como la Liga Filipina, fundada por José Rizal en 1892. Político e intelectual, pretendía que el archipiélago abandonase el régimen colonial para integrarse a las instituciones españolas. Muchas, sin embargo, optaron por una vía más radical, como sucedió con la Venerable Sociedad Suprema de los Hijos del Pueblo, conocida en el idioma tagalo como Katipunan. Se trataba de una sociedad secreta, constituida por revolucionarios e independentistas en julio de 1892 para conseguir la emancipación sin descartar los medios violentos, en contraste con el pacifismo de Rizal. El grupo, con Emilio Aguinaldo como líder más destacado, tenía tres grandes objetivos: luchar por la soberanía de Filipinas, promover una sociedad más solidaria y defender y extender los valores democráticos.

## Desarrollo
En agosto de 1896, los independentistas tagalos se sublevaron y hostigaron a las tropas españolas a través de una guerra de guerrillas. El ejército colonial, al mando del general Polavieja, declaró el estado de guerra el día 24, con una dura respuesta. Entre sus víctimas figuró José Rizal, acusado injustamente de complicidad con el Katipunan. Por ello fue detenido aquel mismo año, juzgado y fusilado por las tropas coloniales. Su muerte supuso un error de las autoridades de la isla y prendió la mecha definitiva de la sublevación, avivada ya por las noticias de la revolución que había dado comienzo en Cuba en febrero de 1895.
En 1896, miembros del Katipunan habían fundado la República del Kakarong en la localidad de Kakarong de Sili (Kakarong Real o Caracóng de Sile), en la provincia de Bulacán, isla de Luzón. La lideraban Canuto Villanueva como jefe supremo y el general Eusebio Roque —conocido como «Maestrong Sebio» o «Dimabungo»—, el cual estaba al mando de un ejército entre 3000 a 6000 hombres, y habían constituido una verdadera ciudad fortaleza. Al enterarse, el Gobierno español lanzó una ofensiva y, el 1 de enero de 1897, el comandante José Olaguer Feliú, al mando de una columna de seiscientos soldados españoles, tomó por asalto la fortificación de Caracong de Sile, derrotando a los katipuneros.

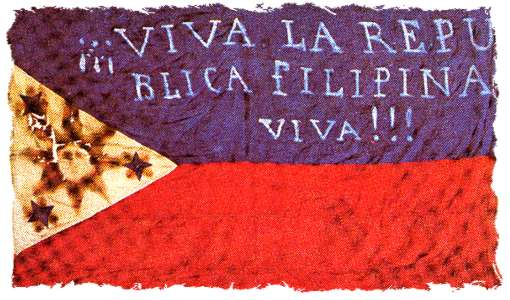
Bandera usada por los revolucionarios filipinos.

La guerrilla, mal organizada, mal armada y para colmo dividida, se vio incapaz de liberar el archipiélago. Sin embargo, los españoles tampoco conseguían imponerse a pesar de la represión y de sus victorias parciales. En realidad, para hacer frente al ímpetu independentista, España oponía muy pocas fuerzas. Según los cálculos, cuando se iniciaron las hostilidades, las tropas coloniales estaban compuestas por unos 14 000 hombres del ejército de tierra, en los que estaban integrados contingentes de guardias civiles y carabineros, a los que había que sumar unos 3000 de la armada: en total unos 17 000 hombres, de los cuales dos tercios eran nativos.
El 1 de noviembre de 1897 el Katipunan proclamó la República de Biac-na-Bató, el primer gobierno de Filipinas con Emilio Aguinaldo a la presidencia, y su primera constitución. Ante esta situación, Madrid sustituyó a Polavieja por el general Fernando Primo de Rivera, que comprendió la necesidad de negociar. A cambio de la rendición, prometió iniciar un proceso de reformas entre cuyos puntos figuraban la igualdad entre nativos y españoles, autonomía económica para el archipiélago, expulsión de las órdenes religiosas y diputados propios en las Cortes españolas.
Finalmente el 14 de diciembre de 1897 Primo de Rivera y los rebeldes firmaron el Pacto de Biak-na-Bató, disolviendo así el breve gobierno filipino, que duró 45 días. Los líderes independentistas, como Emilio Aguinaldo, emprendieron el camino del exilio, no sin antes recibir dinero del Gobierno español con el fin de asegurar su subsistencia en el extranjero. La paz, después de muchos esfuerzos, parecía asegurada. Fue entonces cuando entró en escena un actor imprevisto: los Estados Unidos.

## Primeros datos de la Revolución filipina

### Orígenes

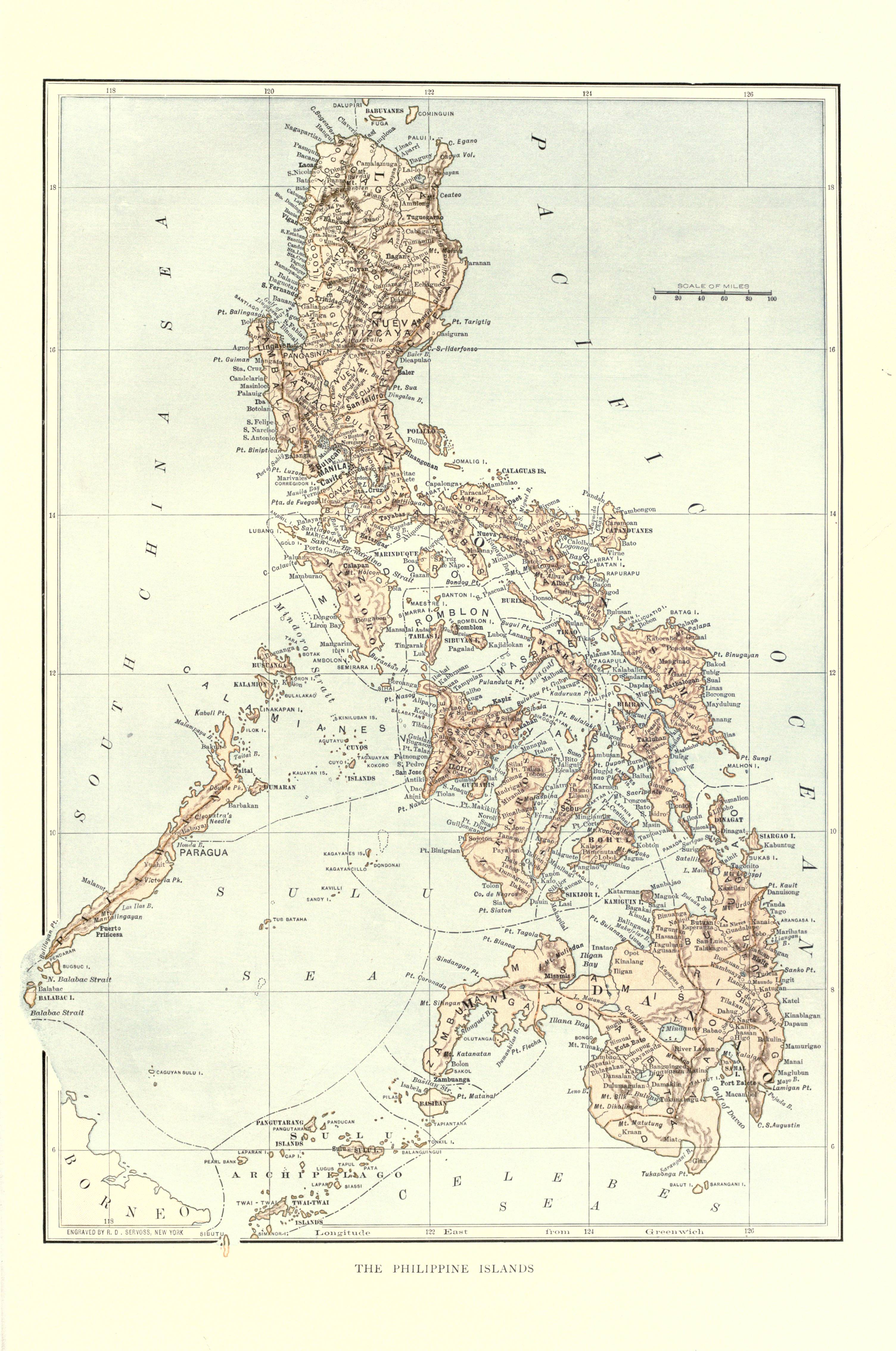
Mapa de Filipinas a finales del.

La Revolución filipina fue un cúmulo de ideas y de exposición a la comunidad internacional, que propició el inicio de los esfuerzos nacionalistas. El auge del nacionalismo filipino fue lento, pero inevitable. Los abusos del gobierno, el ejército y el clero españoles, frecuentes durante tres siglos de dominio colonial, y la denuncia de estos abusos por parte de los "ilustrados" a finales del siglo XIX, allanaron el camino para un pueblo filipino unido. Sin embargo, el crecimiento del nacionalismo fue lento debido a la dificultad de las relaciones sociales y económicas entre los filipinos. En una carta fechada escrita por el escritor filipino José P. Rizal al padre Vicente García de la Ateneo Municipal de Manila, Rizal afirma que:

Hay, pues, en Filipinas, un progreso o mejora que es individual, pero no hay progreso nacional.
17 de enero de 1891

#### Apertura de Manila al comercio mundial

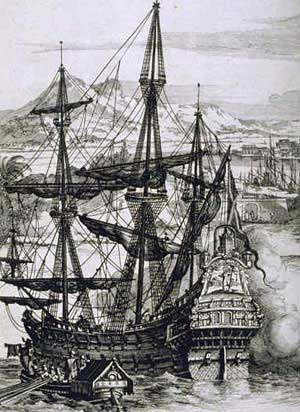
Boceto de un galeón español durante el Comercio Manila-Acapulco.

Antes de la apertura de Manila al comercio exterior, las autoridades españolas disuadieron a los comerciantes extranjeros de residir en la colonia y dedicarse al comercio. La real cédula de 2 de febrero de 1800 prohibía a los extranjeros residir en Filipinas. al igual que los reales decretos de 1807 y 1816. En 1823, Gobernador General Mariano Ricafort promulgó un edicto prohibiendo a los comerciantes extranjeros dedicarse al comercio al por menor y visitar las provincias con el propósito de comerciar. Fue reeditado por el gobernador general Luis Lardizábal en 1840. Un real decreto promulgado en 1844 prohibía a los extranjeros viajar a provincias bajo cualquier pretexto, y en 1857 se renovaron varias leyes antiextranjeras.
Con la amplia aceptación de las doctrinas del laissez-faire a finales del siglo XVIII, España relajó sus políticas mercantilistas. El Británico La captura y la ocupación de Manila en 1762-1764 hicieron que España se diera cuenta de la imposibilidad de aislar a la colonia de las relaciones y el comercio mundiales. En 1789, se concedió permiso a los barcos extranjeros para transportar mercancías asiáticas a la puerto de Manila. Ya antes de la década de 1780, muchos barcos extranjeros, entre ellos Clípers yanquis, habían visitado Manila a pesar de las normas contra los extranjeros. En 1790, el gobernador general Félix Berenguer de Marquina recomendó al rey de España abrir Manila al comercio mundial. Además, la quiebra de la Real Compañía de Filipinas (Real Compaña de Filipinas) catapultó al rey español a abrir Manila al comercio mundial. En un real decreto emitido el 6 de septiembre de 1834, se revocaron los privilegios de la compañía y se abrió al comercio el puerto de Manila.
La revolución estalló inicialmente en Luzón Central. Con el tiempo, la resistencia armada se extendió por toda la región Tagalo meridional, especialmente en Provincia de Cavite, donde las ciudades fueron liberadas gradualmente durante los primeros meses del levantamiento. En 1896 y 1897, sucesivas convenciones en Imus y Tejeros decidieron el destino de la nueva república. En noviembre de 1897, se estableció la República de Biac-na-Bató, y el gobierno insurgente promulgó una constitución. El 1 de mayo de 1898 tuvo lugar la Batalla de la Bahía de Manila en el marco de la Guerra hispano-estadounidense. El 24 de mayo, Emilio Aguinaldo, que había regresado del exilio voluntario el 19 de mayo, anunció en Cavite: "...vuelvo para asumir el mando de todas las fuerzas para la consecución de nuestras elevadas aspiraciones, estableciendo un gobierno dictatorial que establecerá decretos bajo mi exclusiva responsabilidad, ...". El 12 de junio, Aguinaldo proclamó la Independencia de Filipinas. El 18 de junio, Aguinaldo emitió un decreto proclamando un Gobierno Dictatorial dirigido por él mismo. El 23 de junio, Aguinaldo promulgó otro decreto, que sustituía al Gobierno Dictatorial por un Gobierno Revolucionario. En 1898, entre junio y el 10 de septiembre, se celebraron las Elecciones al Congreso de Malolos por el Gobierno Revolucionario, que dieron como resultado la elección de Emilio Aguinaldo como Presidente de Filipinas. El 2 de febrero de 1899 estallaron las hostilidades entre las fuerzas estadounidenses y filipinas. La Constitución de Malolos fue adoptada en una sesión convocada el 15 de septiembre de 1898. Fue promulgada el 21 de enero de 1899, creando la Primera República Filipina con Aguinaldo como Presidente. El 12 de junio de 1899, Aguinaldo promulgó una declaración de guerra contra Estados Unidos, dando comienzo a la Guerra filipino-estadounidense. Las fuerzas estadounidenses capturaron a Aguinaldo el 23 de marzo de 1901, y éste juró lealtad a Estados Unidos el 1 de abril. El 4 de julio de 1902, el presidente estadounidense Theodore Roosevelt proclamó el indulto total y la amnistía para todos los  filipinos que habían participado en el conflicto, con lo que se puso fin a la guerra.

##### Estudios económicos, apertura de puertos y admisión de empresas extranjeras
Poco después de la apertura de Manila al comercio mundial, los comerciantes españoles empezaron a perder su supremacía comercial en Filipinas. En 1834, las restricciones contra los comerciantes extranjeros se relajaron cuando Manila se convirtió en un puerto abierto. A finales de 1859, había 15 firmas extranjeras en Manila. Siete de ellas eran británicas, tres estadounidenses, dos francesas, dos suizas y una alemana.
En 1834, algunos comerciantes estadounidenses se establecieron en Manila e invirtieron grandes sumas en negocios. Se establecieron dos empresas comerciales estadounidenses: Russell, Sturgis & Company y Peele, Hubbell & Company. Éstas se convirtieron en dos de las principales firmas comerciales. Al principio, los estadounidenses tenían ventaja sobre sus competidores británicos, porque ofrecían precios altos por exportaciones filipinas como cáñamo, azúcar y tabaco.
La supremacía comercial estadounidense no duró mucho. Frente a la dura competencia británica, perdieron gradualmente su control sobre el mercado comercial filipino. Este declive se debió a la falta de apoyo del Gobierno estadounidense y a la falta de bases comerciales estadounidenses en Oriente. En 1875, Russell, Sturgis & Company quebró, seguida de Peele, Hubbell & Company en 1887. Poco después, los comerciantes británicos, entre ellos James Adam Smith, Lawrence H. Bell y Robert P. Wood, dominaron el sector financiero en Manila.
En 1842, alarmado por el dominio de los comerciantes extranjeros en la economía de Manila, el gobierno español envió a Sinibaldo de Mas, un diplomático español, a Filipinas con el fin de realizar un estudio económico de Filipinas y presentar recomendaciones. Tras una intensa investigación de los asuntos coloniales en Filipinas, Mas presentó su informe oficial a la Corona. El informe, Informe sobre el estado de las Islas Filipinas en 1842, se publicó en Madrid en 1843. Mas recomendaba lo siguiente: apertura de más puertos para promover el comercio exterior, fomento de la inmigración de chinos para estimular el desarrollo agrícola y abolición del monopolio del tabaco.
En respuesta a las recomendaciones de Sinibaldo de Mas, España abrió más puertos. Los puertos de Sual, Iloilo y Zamboanga se abrieron en 1855, Cebú se abrió en 1860, y tanto Legazpi como Tacloban se abrieron en 1873.